# Commandant Dominé
Le Commandant Dominé est un aviso de la classe Élan de la Marine nationale. Son indicatif visuel était U70, puis A15, enfin F742 après la guerre.

## Service actif
Il est lancé le 2 mai 1939 et entre en service en avril 1940. Il est capturé par les Britanniques le 3 juillet 1940 et transféré aux Forces navales françaises libres. Réarmé en 1946 avec un canon allemand de 105/45 SK C/32, un canon de 40/60 Bofors Mk 3, quatre canons de 20/70 Oerlikon Mk 4, deux lanceurs de grenade anti-sous-marine DPT (Depth charge thrower) et un DCR (40), il est retiré du service le 18 août 1960.

## Personnalités ayant servi à bord du bâtiment
- Gontran Gauthier (1906-1966), Compagnon de la Libération.
- Claude Burin des Roziers (1910-1973), vice-amiral d'escadre, chevalier de la Légion d'honneur, a coulé un sous-marin en mer Rouge lorsqu'il commandait l'aviso.